# Кано-и-Апонте, Габриэль
Габриэль Кано-и-Апонте (исп. Gabriel Cano y Aponte; 1665, Мора (Толедо) — 1733, Сантьяго) — испанский государственный и военный деятель, королевский губернатор чилийского генерал-капитанства (1717—1733).
В юности вступил в испанскую армию. Сражался под командованием короля Испании Карла II во Фландрии (1690—1697), отличился при взятии Намюра, служил в Италии и Сицилии. Он участвовал в битве при Лепанто и Наварине. За 33 года службы прошёл путь от младшего офицера — альфереса до бригадного генерала, а затем стал маршалом.
За выдающиеся отличия в войне за испанское наследство в 1715 году ему был присвоено звание генерал-лейтенанта с назначением королевским губернатором чилийского генерал-капитанства. Вступил в должность в декабре 1717 года.
Создал армейский корпус под названием «капитаны друзей», чтобы сохранить мир с союзными племенами индейцев.
Во время Арауканская войны сражался с индейцами-мапуче под командованием Лаутаро на юге нынешней территории Чили.
Противостоял корсарам. Занимался благоустройством Сантьяго, ремонтировал дороги. Занялся производством пороха и литьём пушек а Чили. Исследовал территорию канала Майпо, пыталось уменьшить контрабанду. Предложил королю Испании проект по созданию Монетного двора в Чили.
Будучи искусным наездником, во время конных упражнений, внезапно упал с лошади, получив при этом серьёзную травму и через 3 месяца умер.

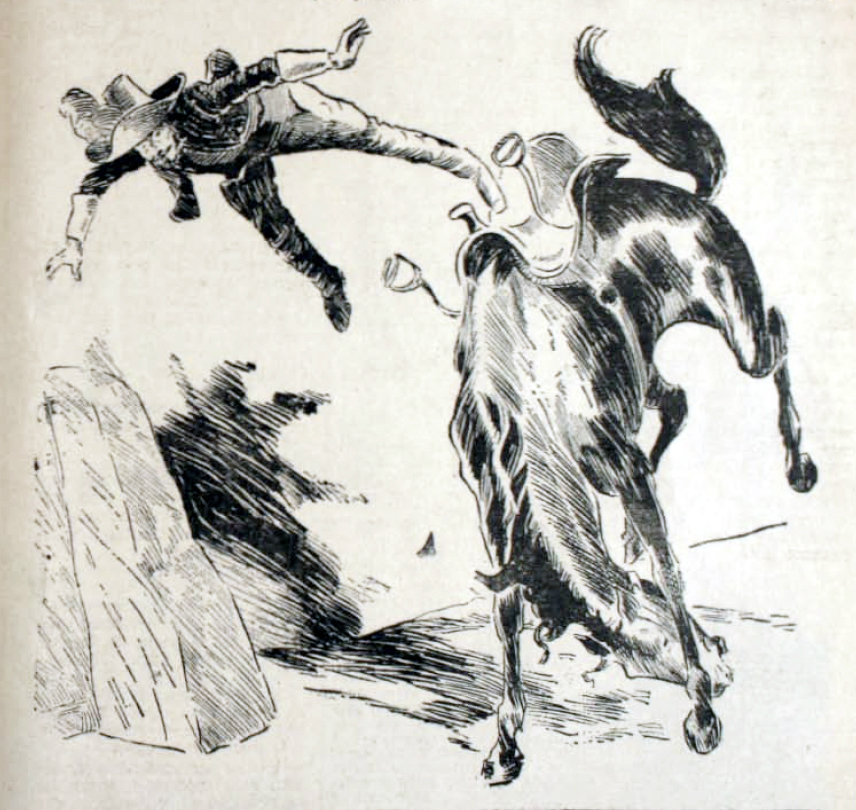
Падение с лошади Габриэля Кано-и-Апонте

## Награды
- Рыцарь ордена Алькантара
- Орден Калатравы